# Burmannia tenella
Burmannia tenella är en enhjärtbladig växtart som beskrevs av George Bentham. Burmannia tenella ingår i släktet Burmannia och familjen Burmanniaceae. Inga underarter finns listade i Catalogue of Life.